# جیکوب ایوانز
جیکوب ایوانز (انگلیسی: Jacob Evans؛ زادهٔ ۱۸ ژوئن ۱۹۹۷) بازیکن بسکتبال اهل ایالات متحده آمریکا است.
از باشگاه‌هایی که در آن بازی کرده‌است می‌توان به گلدن استیت واریرز اشاره کرد.